# Pavlos Pavlidis
Pavlos Pavlidis (Græsk: Παῦλος Παυλίδης; død 1968) var en græsk sportsskytte. Han deltog i de første moderne olympiske lege i Athen i 1896. 
Pavlidis stillede op i militærriffel over 200 m. Tyve skytter var tilmeldt i disciplinen, der blev en græsk triumf med grækere på de fem første pladser. Vinder blev Pantelis Karasevdas med 2.350 point, mens Pavlidis blev toer med 1.978 point og Nikolaos Trikoupis treer med 1.713 point.
Pavlidis deltog også i militær pistol og fri riffel, men hans placeringer ved disse konkurrencer kendes ikke, dog endte han ikke blandt de fem bedste i nogen af disciplinerne.